# Гістон H4
Гістон H4 — це гістоновий білок, який входить до структури хроматину в ядрах клітин евкаріот. Молекула гістона складається з глобулярного білкового домену та довгого N-кінцевого хвоста. Гістон H4 входить до основної структури нуклеосоми разом з гістонами H2A, H2B та H3. Посттрансляційні модифікації гістонів, у першу чергу метилювання та ацетилювання, впливають на зміни експресії генів, які намотані на відповідну нуклеосому.

## Генетика
Гістон H4 кодований родиною генів, які розташовані в різних локусах:
- HIST1H4A
- HIST1H4B
- HIST1H4C
- HIST1H4D
- HIST1H4E
- HIST1H4F
- HIST1H4H
- HIST1H4I
- HIST1H4J
- HIST1H4K
- HIST1H4L
- HIST2H4A
- HIST2H4B
- HIST4H4
- Hip

## Еволюційна консервативність
Білки гістонів є одними з найбільш консервативних білків евкаріот. Наприклад, послідовність гістону H4 з протеому бобів та бика розрізняються лише на 2 амінокислотних залишки з 102. Більшість мутацій, які спричиняють амінокислотні заміни в гістонах, призводять до загибелі клітини або організму. Ті, що не є летальними, викликають значні зміни в експресії генів та інші порушення.

## Структура
Білки гістону H4 у різних організмів складаються з 102—135 амінокислотних залишків. Вони мають спільний структурний мотив, так звану «гістонову складку» (англ. histone fold), яка утворена з 3 α-спіралей, що з'єднані двома петлями. Гістон H4 зв'язується з гістоном H3, утворрюючи H3-H4 димер. Два таких димери збираються в тетрамер, який приєднується до тетрамеру з двох H2a-H2b димерів для утворення октамерного кору нуклеосоми.

## Поліморфізми
Гістон H4 є одним з білків з найменшою швидкістю еволюції послідовності, тому невідомі його поліморфзми. Тим не менш, один організм зазвичай має багато генів, що дають білки з однаковою послідовністю, тому поява таких поліморфзмів у деяких з них теоретично не була б пошкодувальним фактором. Тому дійсна причина відсутності поліморфізмів залишається неясною.

## Посттрансляційні модифікації
Окремі амінокислотні залишки гістону H4 можуть модифікуватися в зрілому функціональному білку. Основними модифікаціями є метилювання та ацетилювання, що зазвичай відбувається в N-кінцевих хвостах, хоча в гістонів знайдені всі типи посттрансляційних модифікацій білків.

### Метилювання
Метилювання гістонів відбувається на залишках амінокислот лізину, аргініну та гістидину. Може відбуватися моно-, ді- або триметилювання залишків гістону H4. Метилювання гістонів пов'язане з різними клітинними функціями, такими як транскрипція, реплікація ДНК, репарація ДНК, формування гетерохроматину, репрограмування соматичних клітин тощо. Дослідження показали, що H4R3-метилювання (метилювання третього залишку аргініну в гістоні H4) за допомогою метилтрансферази PRMT1 є необхідним in vivo для встановлення або підтримки широкого спектра модифікацій «активного» хроматину. Також таке метилювання було суттєвим для можливості наступного ацетилювання N-кінцевого хвоста. Тим не менш, ацетилювання гістону H4 пригнічує його подальше метилювання за допомогою PRMT1.

### Ацетилювання
Додавання до гістонів ацетильних груп послаблюю скрученість конденсованого гетерохроматину, оскільки негативні заряди цих груп розштовхують негативно заряджений фосфатний остов молекули ДНК. Значна кількість активаторів транскрипції має гістон-ацетилтрансферазну активність. Крім того, ацетилювання приваблює певні білки, які впізнають ацетильовані хвости гістонів, блокує роботу системи ремоделювання хроматину, а також нейтралізує позитивні заряди залишків лізину. Ацетилювання 16-го залишку лізину гістону H4 (H4K16Ac) є особливо важливим для структури та функції хроматину в більшості евкаріотів. Цей процес відбувається завдяки специфічним гістоновим лізинацилтрансферазам. H4K16 є єдиним здатним до ацетилювання сайтом на N-кінці гістону H4. Ацетилювання цього лізину впливає на формування компактної структури хроматину вищого порядку. H4K16Ac також бере участь в активації транскрипції та утворенні евхроматину.